# 高井幸大
高井 幸大（たかい こうた、2004年9月4日 - ）は、神奈川県横浜市鶴見区出身のサッカー選手。プレミアリーグ・トッテナム・ホットスパーFC所属。ポジションはディフェンダー（DF）。日本代表。

## 来歴

### 川崎フロンターレ
川崎フロンターレの下部組織出身でU-12カテゴリから在籍。2021年にはクラブ初のプレミアリーグ昇格に貢献し、2種登録選手としてトップチームに登録。
2022年2月、2種登録ではあるものの高校2年生ながら飛び級でトップチームとプロ契約を結んだ。4月18日、ACL・GL第2節の広州足球倶楽部戦で途中出場からプロデビューを果たした。5月以降はU-18のプレミアリーグEASTに出場し、昇格初年での初優勝に貢献した。
2023年から正式にトップチームに昇格。4月15日のJ1第8節・名古屋戦でリーグ初出場を果たした。
2024年にはJリーグでの活躍が評価され、ベストヤングプレーヤー賞を受賞した。
2025年はリーグ開幕戦で先制ゴールを決めるなど主力として活躍。ACLE2024/25では決勝には敗れたものの、準優勝に大きく貢献する活躍を見せた。6月30日、海外移籍に伴う準備と手続きのため、7月5日のJ1第23節・鹿島戦後にチームを離脱予定と発表された。

### トッテナム・ホットスパー
2025年7月8日、イングランドのトッテナム・ホットスパーFCへ完全移籍加入することで合意に達したことが発表された。国際的な承認と労働許可証が下り次第、正式に2030年までの5年契約を締結する。

### 代表
2024年7月、パリオリンピックに臨むメンバーに選出された。
2024年8月29日、2026 FIFAワールドカップ・アジア3次予選に臨むメンバーに初選出され、9月5日に行われた対中国代表戦（埼玉スタジアム2002）の71分から出場、これがA代表としての初出場となった。

## 所属クラブ
- リバーFC
- 川崎フロンターレU-12
- 川崎フロンターレU-13
- 川崎フロンターレU-15
- 川崎フロンターレU-18
- 2021年 - 2022年 川崎フロンターレ（2種登録選手）
- 2023年 - 2025年  川崎フロンターレ
- 2025年 -  トッテナム・ホットスパーFC

## 個人成績
| 国内大会個人成績 | 国内大会個人成績 | 国内大会個人成績 | 国内大会個人成績 | 国内大会個人成績 | 国内大会個人成績 | 国内大会個人成績 | 国内大会個人成績 | 国内大会個人成績 | 国内大会個人成績 | 国内大会個人成績 | 国内大会個人成績 |
| 年度             | クラブ           | 背番号           | リーグ           | リーグ戦         | リーグ戦         | リーグ杯         | リーグ杯         | オープン杯       | オープン杯       | 期間通算         | 期間通算         |
| 年度             | クラブ           | 背番号           | リーグ           | 出場             | 得点             | 出場             | 得点             | 出場             | 得点             | 出場             | 得点             |
| 日本             | 日本             | 日本             | 日本             | リーグ戦         | リーグ戦         | リーグ杯         | リーグ杯         | 天皇杯           | 天皇杯           | 期間通算         | 期間通算         |
| ---------------- | ---------------- | ---------------- | ---------------- | ---------------- | ---------------- | ---------------- | ---------------- | ---------------- | ---------------- | ---------------- | ---------------- |
| 2022             | 川崎             | 29               | J1               | 0                | 0                | 0                | 0                | 0                | 0                | 0                | 0                |
| 2023             | 川崎             | 29               | J1               | 14               | 0                | 3                | 0                | 4                | 0                | 21               | 0                |
| 2024             | 川崎             | 2                | J1               | 24               | 2                | 0                | 0                | 0                | 0                | 24               | 2                |
| 2025             | 川崎             | 2                | J1               | 22               | 2                | 0                | 0                | 0                | 0                | 22               | 2                |
| 通算             | 日本             | 日本             | J1               | 60               | 4                | 3                | 0                | 4                | 0                | 68               | 4                |
| 総通算           | 総通算           | 総通算           | 総通算           | 60               | 4                | 3                | 0                | 4                | 0                | 68               | 4                |

| 国際大会個人成績 | 国際大会個人成績 | 国際大会個人成績 | 国際大会個人成績 | 国際大会個人成績 |
| 年度             | クラブ           | 背番号           | 出場             | 得点             |
| AFC              | AFC              | AFC              | ACL              | ACL              |
| ---------------- | ---------------- | ---------------- | ---------------- | ---------------- |
| 2022             | 川崎             | 29               | 1                | 0                |
| 2023-24          | 川崎             | 29               | 3                | 0                |
| 2024-25          | 川崎             | 2                | 9                | 0                |
| 通算             | AFC              | AFC              | 13               | 0                |

- 2021年（出場なし）と2022年は2種登録選手

出場歴
- Jリーグ初出場 - 2023年4月15日 J1第8節 名古屋グランパス戦 (等々力陸上競技場)

## タイトル

### クラブ
川崎フロンターレU-18
- 高円宮杯 JFA U-18サッカープリンスリーグ関東（2021年）

川崎フロンターレ
- 天皇杯 JFA 全日本サッカー選手権大会：1回（2023年）

### 個人
- J1リーグ・ベストヤングプレーヤー賞（2024年）

### 代表
U-23日本代表
- AFC U23アジアカップ（2024年）

## 代表歴
- U-15日本代表
  - 欧州遠征（2019年）
- U-19日本代表
  - 千葉キャンプ（2022年）
  - Maurice Revello Tournament（2022年）
  - AFC U20アジアカップ予選（2022年）
  - スペイン遠征（2022年）
- U-20日本代表
  - AFC U20アジアカップ（2023年）
  - FIFA U-20ワールドカップ（2023年）
- U-22日本代表
  - AFC U23アジアカップ予選（2023年）
- U-23日本代表
  - AFC U23アジアカップ（2024年）
  - パリオリンピック2024（2024年）
- 日本代表
  - 2026 FIFAワールドカップ・アジア3次予選（2024年 - 2025年）

### 試合数
- 国際Aマッチ  4試合 0得点（2024年 - ）

| 日本代表 | 国際Aマッチ | 国際Aマッチ |
| 年       | 出場        | 得点        |
| -------- | ----------- | ----------- |
| 2024     | 1           | 0           |
| 2025     | 3           | 0           |
| 通算     | 4           | 0           |

### 出場
| No. | 開催日        | 開催都市 | スタジアム                 | 対戦国         | 結果 | 監督   | 大会                                   |
| --- | ------------- | -------- | -------------------------- | -------------- | ---- | ------ | -------------------------------------- |
| 1.  | 2024年9月5日  | さいたま | 埼玉スタジアム2002         | 中国           | ○7-0 | 森保一 | 2026 FIFAワールドカップ・アジア3次予選 |
| 2.  | 2025年3月25日 | さいたま | 埼玉スタジアム2002         | サウジアラビア | △0-0 | 森保一 | 2026 FIFAワールドカップ・アジア3次予選 |
| 3.  | 2025年6月5日  | パース   | パース・スタジアム         | オーストラリア | ●0-1 | 森保一 | 2026 FIFAワールドカップ・アジア3次予選 |
| 4.  | 2025年6月10日 | 吹田     | 市立吹田サッカースタジアム | インドネシア   | ○6-0 | 森保一 | 2026 FIFAワールドカップ・アジア3次予選 |